# Dom Literatów w Łodzi
Dom Literatów w Łodzi (kamienice braci Enderów) – dwie kamienice przy al. A. Mickiewicza 15 i al. T. Kościuszki 98 w Łodzi będące w latach 1945–2002 siedzibą Związku Literatów Polskich, w przeszłości zamieszkiwane m.in. przez Jana Brzechwę i Zofię Nałkowską.

## Historia
Kamienica przy al. Mickiewicza 15 (wówczas ul. Anny) została zbudowana w latach 1936–1937, należała ona do braci Teodora i Karola Enderów, została zrealizowana w „stylu 1937 roku” oraz w stylu okrętowym i została zaprojektowana przez architekta Pawła Lewego. Jednocześnie w tym samym okresie po sąsiedzku przy al. Kościuszki 98 zaczęła powstawać druga kamienica, niemniej w związku z problemami finansowymi właściciela terenu, Hermana Kalisza, bracia Enderowie odkupili ją w stanie surowym i dokończyli wg projektu architekta Radosława Hansa. We wrześniu 1939 roku (prawdopodobnie 3 września) kamienica przy al. Mickiewicza 15 została zbombardowana.
Po wojnie, w 1945 roku, oba budynki zajął Związek Literatów Polskich, zmienił swoją siedzibę w 2002 roku. 
W kamienicach przez ten czas zamieszkiwali m.in.:
- przy al. T. Kościuszki 98: Wacław Biliński, Krystyna Bilska, Stanisław Brucz, Dorota Chróścielewska, Honorata Chrościelewska, Tadeusz Chrościelewski, Jan Czarny, Ariadna Demowska, Ryszard Doroba, Wojciech Drygas, Bolesław Dudziński, Leon Gomolicki, Jan Huszcza, Wiesław Jażdżyński, Zygmunt Kałużyński, Anna Kamieńska, Wanda Karczewska, Stanisław Kaszyński, Józef Maciej Kononowicz, Maciej Rymwid Kononowicz, Jan Koprowski, Lucyna Krzemieniecka, Stanisław Jerzy Lec, Zofia Lorentz, Andrzej Mikołajewski, Jerzy Miller, Mirosław Ochocki, Andrzej Ostoja-Owsiany, Ewa Ostrowska, Tadeusz Papier, Tadeusz Peiper, Leon Pasternak, Marian Piechal, Anna Pogonowska-Oplustil, Jerzy Rożniecki, Adolf Rudnicki, Horacy Safrin, Igor Sikirycki, Janusz Skoszkiewicz, Włodzimierz Słobodnik, Seweryna Szmaglewska, Edward Szuster, Adam Ważyk,
- przy al. A. Mickiewicza 15: Kazimierz Błeszyński, Władysław Broniewski, Jan Brzechwa, Stanisław Czernik, Halina Dąbrowolska, Helena Duninówna, Pola Gojawiczyńska, Kazimierz Korcelli, Anatol Mikułko, Kazimierz Moczkowski, Wacław Mrozowski, Zofia Nałkowska, Stanisław Piętak, Juliusz Saloni, Tadeusz Słupecki, Ewa Szelburg-Zarembina, Jan Śpiewak, Grzegorz Timofiejew, Feliks Wiesenberg-Abdonowicz, Jerzy Wyszomirski[11][2][3].

Niektórych mieszkańców obu kamienic upamiętniają tablice pamiątkowe umieszczone na elewacjach budynków.

## Tablice umieszczone na budynku

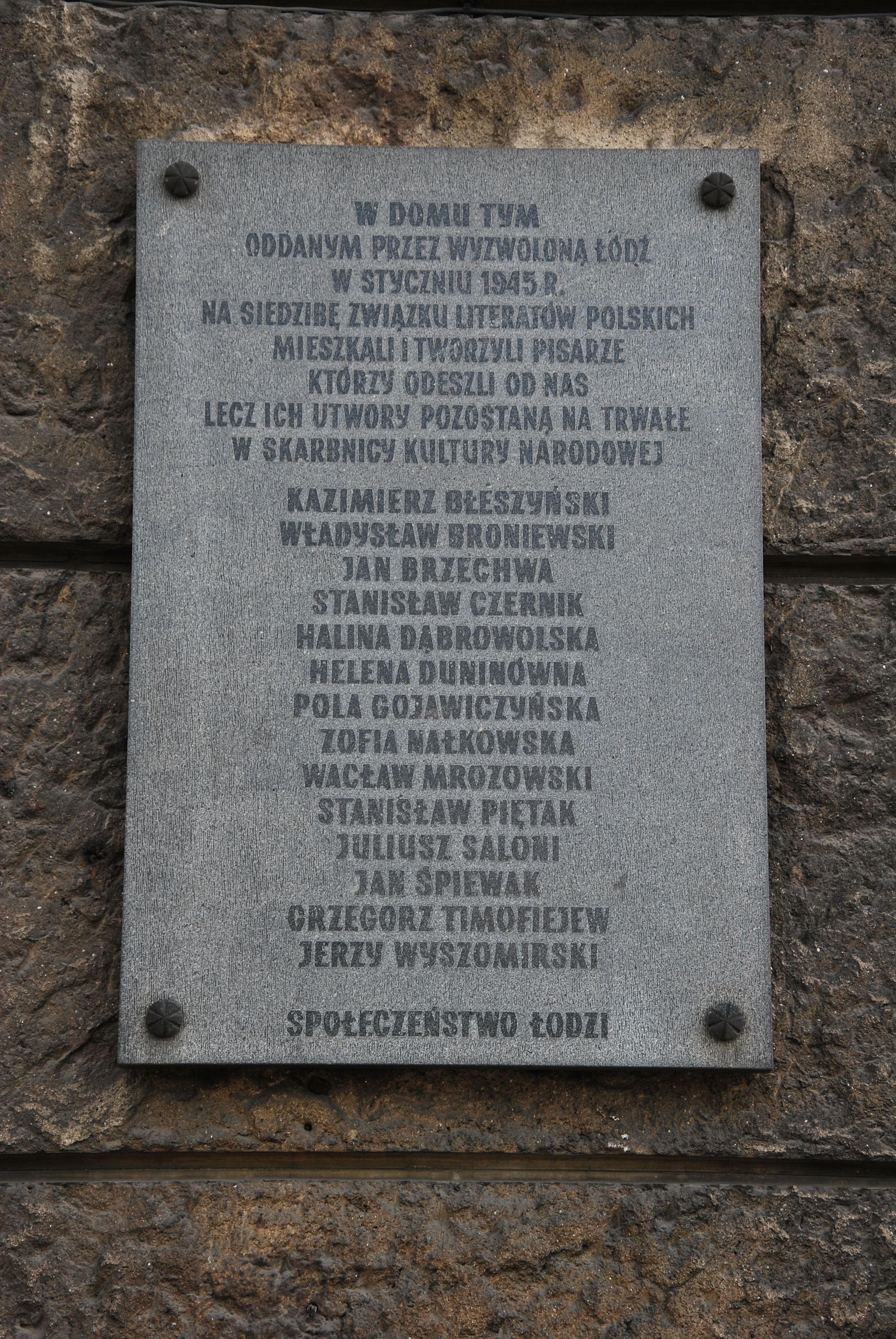
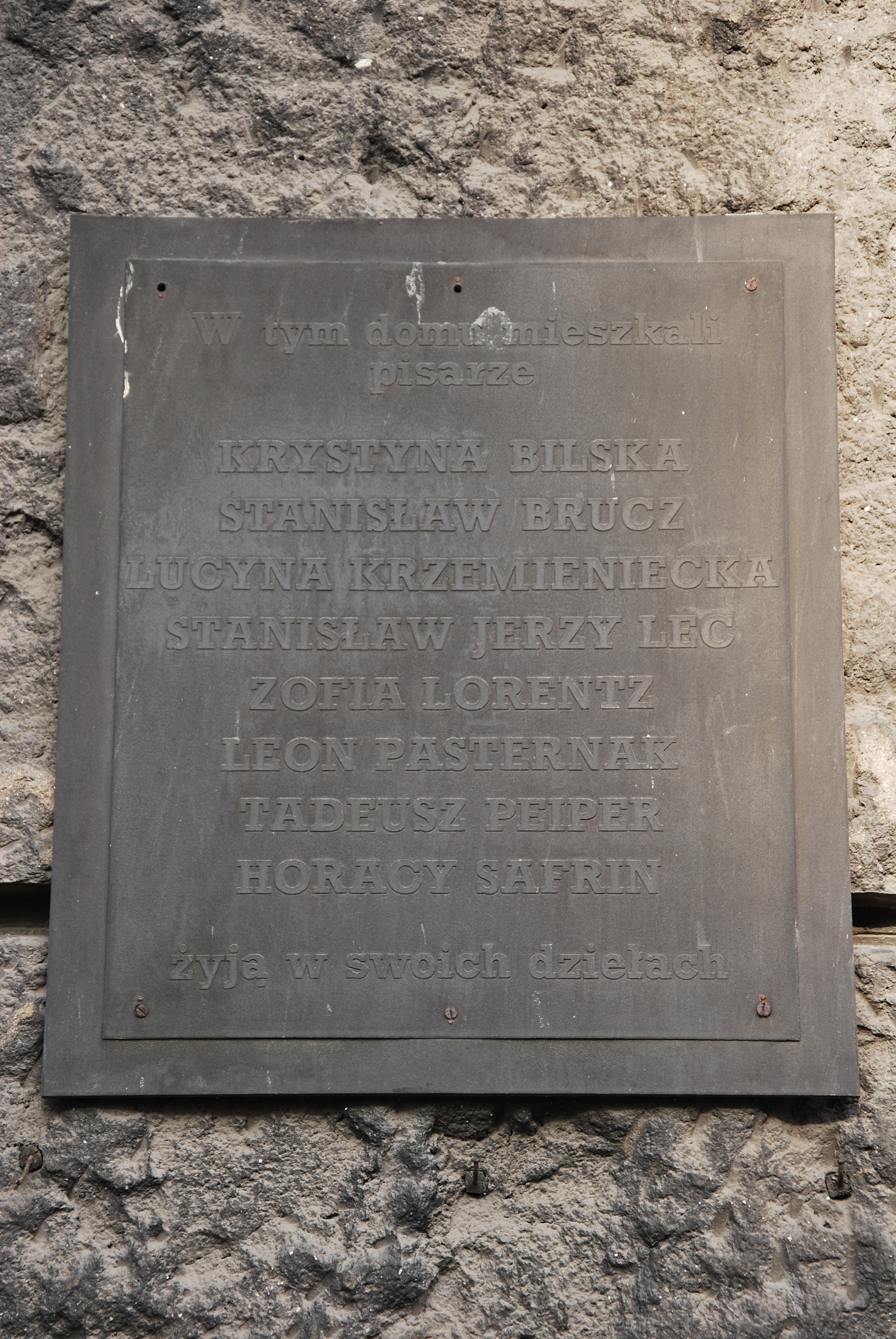
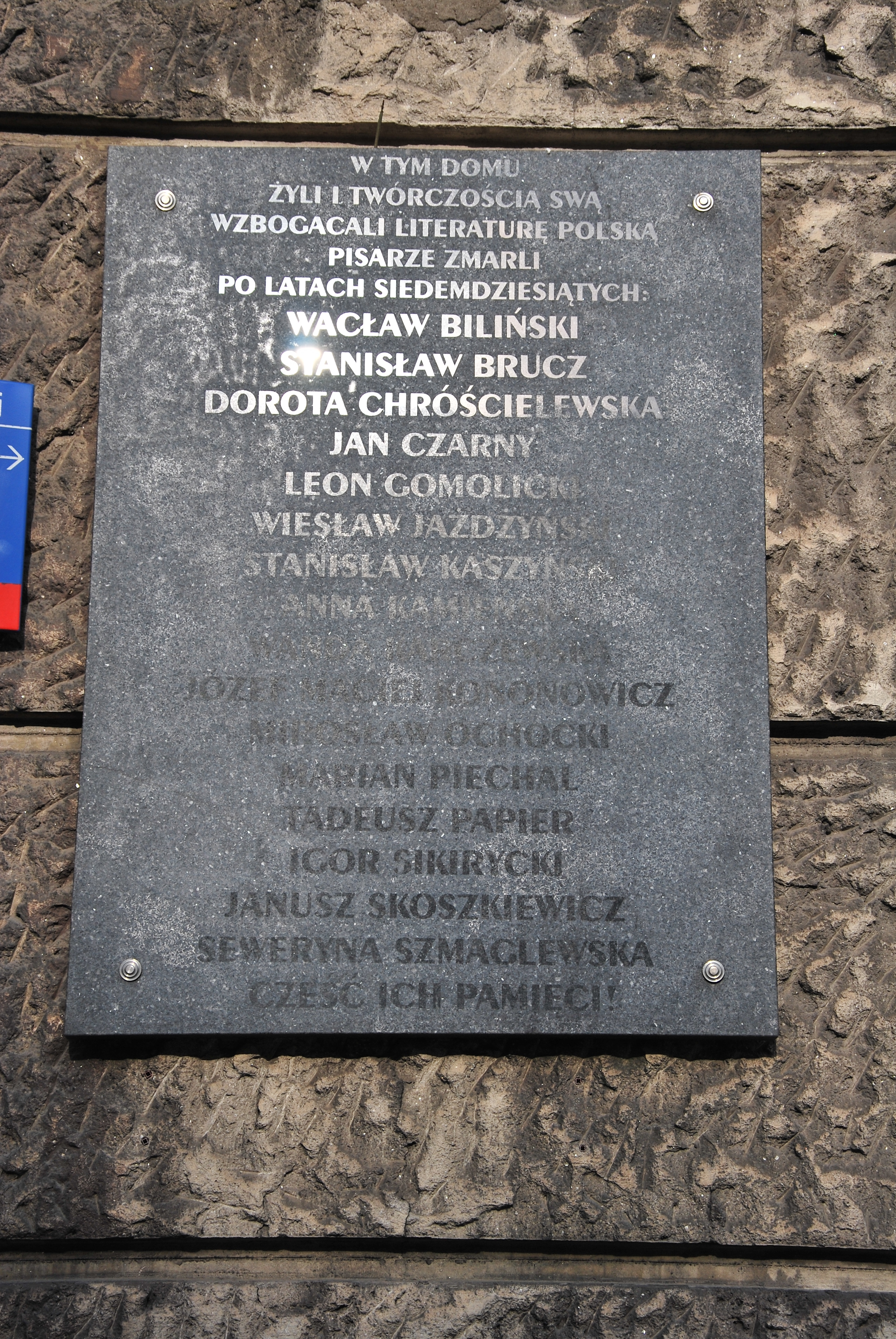

## Architektura
Budynki zostały wykonane w stylu modernistycznym, a precyzyjniej w stylu 1937 roku. Ponadto ze względu na swoje zaokrąglenia, kamienica przy al. Mickiewicza 15 ma cechy stylu okrętowego, tzw. streamline. Obie kamienice są ujednolicone na zewnątrz. Dolne części budynków są rustykowane, natomiast wyżej pokrywa je jasny tynk, a elewacje podzielone są na prostokątne pola. W budynku przy al. Mickiewicza występują podłużne balkony, natomiast przy al. Kościuszki 98 występują wykusze. Kamienice od strony podwórzy również są ujednolicone - zostały pokryte białą cegłą klinkierową, ponadto na obu obiektach występują liczne balkony. 